# گذرگاهی به سوی مارسی
گذرگاهی به سوی مارسی (انگلیسی: Passage to Marseille) که با عنوان پیام به مارسی نیز شناخته می‌شود، فیلمی جنگی محصول ۱۹۴۴ آمریکا به تهیه‌کنندگی برادران وارنر و به کارگردانی مایکل کورتیز است. فیلم‌نامهٔ آن را کیسی رابینسون و جک موفیت بر پایهٔ رمان بی‌میهن (Sans Patrie) نوشتهٔ چارلز نوردهوف و جیمز نورمن هال نگاشته‌اند. موسیقی فیلم از مکس اشتاینر و فیلم‌برداری از جیمز وانگ هاو است.
گذرگاهی به سوی مارسی از معدود فیلم‌هایی است که از یادآوری خاطرات گذشته‌ای در دل یادآوری دیگر، و آن نیز در دل یادآوری سوم استفاده می‌کند، و این ساختار روایی را از رمانی که بر پایهٔ آن ساخته شده اقتباس کرده است. فیلم با صحنه‌ای در یک پایگاه هوایی در انگلستان در خلال جنگ جهانی دوم آغاز می‌شود، جایی که کاپیتان آزاد فرانسوی، فره‌سینه، برای خبرنگاری داستان خلبانان فرانسوی مستقر در آن‌جا را بازگو می‌کند. دومین یادآوری مربوط به زندان استعماری فرانسه در کاین واقع در گویان فرانسه است و سومین یادآوری، گذشتهٔ شخصیتی اصلی به نام ماتراک را بازمی‌نماید، که ناشری روزنامه بوده و برای خاموش‌کردن صدایش، او را متهم به قتلی ساختگی کرده‌اند.

## شرح داستان
در سال ۱۹۴۲، خبرنگاری به نام منینگ وارد پایگاه هوایی انگلستان می‌شود تا از فرانسویان آزادی‌خواهی که با آلمان‌ها می‌جنگند گزارش تهیه کند. او همراه با کاپیتان فره‌سینه نظاره‌گر آماده‌سازی خدمه‌های بمب‌افکن فرانسوی برای یک حمله هوایی است. توجه منینگ به ژان ماتراک، یکی از مسلسل‌چی‌های هواپیما جلب می‌شود و فره‌سینه داستان او را چنین تعریف می‌کند:
دو سال پیش، اندکی پیش از شکست فرانسه به‌دست آلمان، پنج مرد در قایقی کوچک در دریای کارائیب توسط کشتی باری ویل دو نانسی پیدا می‌شوند. این پنج نفر — ماریوس، گارو، پتی، رنو و رهبرشان ماتراک — نجات یافته و به کشتی فرانسوی تحت فرمان کاپیتان مالو منتقل می‌شوند. آنان ابتدا ادعا می‌کنند که معدنچیان فرانسوی-ونزوئلایی هستند که به خانه بازمی‌گردند تا برای میهن‌شان بجنگند، اما در برابر کاپیتان فره‌سینه اعتراف می‌کنند که زندانیان فراری از جزیره شیطان، زندان استعماری فرانسه در کاین بوده‌اند. این افراد به‌دست یک محکوم میهن‌دوستِ پیشین به نام گراندپر برای نبرد در راه فرانسه جذب شده بودند. آن‌ها برای قانع‌کردن گراندپر جهت انتخاب ماتراک به‌عنوان رهبر، ماجرای او را در فرانسهٔ پیش از جنگ تعریف کرده بودند: ناشری کنشگر که مخالف توافق مونیخ بود و برای ساکت‌کردنش، او را متهم به قتل کردند.
وقتی ویل دو نانسی به بندر مارسی نزدیک می‌شود، فرانسه تسلیم آلمان نازی شده و دولتی هم‌پیمان موسوم به دولت ویشی بر سر کار آمده است. کاپیتان مالو پس از شنیدن این خبر، آن را با احساسات برای خدمه بازگو می‌کند و به‌طور پنهانی تصمیم می‌گیرد محمولهٔ گرانبهای خود را به آلمان‌ها تحویل ندهد و به‌جای آن به انگلستان برود. یکی از مسافران طرفدار ویشی به‌نام ماژور دووال برای تصرف کشتی توطئه می‌کند، اما این اقدام به‌کمک فراری‌ها ناکام می‌ماند. مسافر دیگری به نام ژوردن موفق می‌شود مختصات کشتی را به یک بمب‌افکن نازی مخابره کند، اما آن بمب‌افکن به‌دست فراری‌ها ساقط می‌شود، هرچند ماریوس در این حمله کشته می‌شود. پس از رسیدن به انگلستان، فراری‌های باقی‌مانده به اسکادران بمب‌افکن آزاد فرانسه می‌پیوندند.
در پایان روایت فره‌سینه، اسکادران از مأموریتش بر فراز فرانسه بازمی‌گردد. بمب‌افکن رنو تأخیر دارد، چراکه ماتراک هر بار اجازه می‌یابد نامه‌ای برای همسرش پائولا و فرزندی که هرگز ندیده، بر فراز خانه‌شان در فرانسهٔ اشغالی بیندازد. سرانجام بمب‌افکن فرود می‌آید، اما به‌شدت آسیب دیده و ماتراک کشته شده است. در مراسم خاک‌سپاری، فره‌سینه نامهٔ آخر و نارسیدهٔ ماتراک به پسرش را می‌خواند — دیدگاهی از روزی که شر برای همیشه شکست خواهد خورد — و قول می‌دهد که نامه به مقصد خواهد رسید.

## بازیگران
- هامفری بوگارت
- میشل مورگان
- کلود رینس
- پیتر لوره
- سیدنی گرین‌استریت
- هلموت دانتینه
- جورج توبیاس
- جان لودر
- ویکتور فرانسن
- ادواردو چانلی
- فیلیپ دورن
- ولادیمیر سوکولوف
- فرانک پولیا
- ژان دل وال
- مارک استیونز
- مونته بلو
- فرد آلدریچ
- فرد گراهام